# Dinara Michailowna Safina
Dinara Michailowna Safina (russisch Динара Михайловна Сафина/wiss. Transliteration Dinara Michajlovna Safina, tatarisch Dinara Mubin qızı Safina; * 27. April 1986 in Moskau, Sowjetunion) ist eine ehemalige russische Tennisspielerin. 2009 war sie insgesamt 27 Wochen lang die Nummer 1 der WTA-Weltrangliste.

## Persönliches
Safina ist tatarischer Herkunft. Ihre Mutter Rausa Muhamedschanowna Islanowa war eine Top-Ten-Spielerin in Russland, ihr Vater Michail Alexejewitsch Safin (tatarisch Mubin Aliamtschewitsch) führte einen Tennisclub in Moskau, in dem neben Safina weitere spätere Stars wie Anna Kurnikowa, Jelena Dementjewa oder Anastassija Myskina trainierten. Ihr sechs Jahre älterer Bruder Marat Safin war neun Wochen lang die Nummer 1 der ATP-Weltrangliste. Im Alter von 14 Jahren folgte Dinara wegen der besseren Trainingsbedingungen ihrem Bruder ins spanische Valencia. Die beiden sind die einzigen Geschwister, die sowohl bei den Männern als auch bei den Frauen die Spitzenposition im Tennis erlangten.

## Karriere

### 2006
Zu Beginn des Jahres erreichte Safina beim Turnier in Gold Coast das Halbfinale und unterlag dort der späteren Siegerin Lucie Šafářová mit 4:6, 2:6. Im Doppel triumphierte sie an der Seite von Meghann Shaughnessy. Bei den Australian Open kam das Aus in der zweiten Runde gegen Laura Granville (4:6, 0:6). Im Viertelfinale der Open Gaz de France unterlag sie der frisch gekürten Australian-Open-Siegerin Amélie Mauresmo mit 2:6 und 2:6. Auch bei den Proximus Diamond Games in Antwerpen scheiterte sie im Viertelfinale an der Lokalmatadorin und damaligen Nummer 1 Kim Clijsters.
Auch in Charleston spielte sich Safina ins Viertelfinale, sie unterlag dort der Titelverteidigerin Justine Henin mit 4:6, 1:6.
Beim Turnier in Rom erreichte sie nach Siegen über Clijsters, Jelena Dementjewa und Swetlana Kusnezowa das Finale, das sie gegen Martina Hingis mit 2:6 und 5:7 verlor. Im Achtelfinale der French Open bezwang sie die Nummer 4 der Welt, Marija Scharapowa, in einem Marathonmatch mit 7:5, 2:6 und 7:5, ehe sie im Viertelfinale der späteren Finalistin Kusnezowa unterlag.
Im selben Jahr erreichte Safina noch die dritte Runde von Wimbledon sowie das Viertelfinale der US Open, verpasste jedoch knapp die Qualifikation für das Masters in Madrid.

### 2007
In Gold Coast gewann sie diesmal den Titel sowohl im Einzel als auch im Doppel. In Melbourne unterlag sie in Runde drei Li Na mit 2:6 und 2:6. Nach einem eher schwachen Frühjahr erreichte sie das Endspiel von Charleston, das sie gegen Jelena Janković mit 2:6, 2:6 verlor. Mit Nathalie Dechy gewann sie dann jedoch den Doppeltitel der US Open; es sollte allerdings ihr einziger Grand-Slam-Titel bleiben.

### 2008
Nach einem durchwachsenen Beginn mit dem Viertelfinal-Aus in Gold Coast gegen Shahar Peer und dem Ausscheiden in der ersten Runde in Sydney gegen Daniela Hantuchová setzte es auch bei den Australian Open eine Erstrundenniederlage. Safina verlor gegen die deutsche Qualifikantin Sabine Lisicki mit 6:7, 6:4 und 2:6. Für einen Lichtblick sorgte sie dann beim WTA-Turnier in Miami, als sie im Achtelfinale Lindsay Davenport mit 6:3, 6:4 bezwang.
In Amelia Island und Charleston war gegen Aljona Bondarenko bzw. Ágnes Szávay jeweils im Achtelfinale Schluss. Auch in Berlin erreichte sie nach Siegen über Julia Görges (6:3, 6:4) und Kaia Kanepi (6:4, 6:3) das Achtelfinale, wo sie die damalige Nummer 1, Justine Henin, mit 5:7, 6:3 und 6:1 besiegte. Nach weiteren Siegen über Serena Williams und Wiktoryja Asaranka bezwang sie Dementjewa im Finale mit 3:6, 6:2, 6:2 und feierte damit ihren bis dahin größten Erfolg im Einzel.
Bei den French Open traf Safina nach Siegen über Kateryna Bondarenko (6:1, 6:3), Magdaléna Rybáriková (6:0, 6:1) und Zheng Jie (6:2, 7:5) im Achtelfinale wie schon 2006 auf die Weltranglistenerste Marija Scharapowa – und wieder gewann sie das Duell (6:7, 7:6, 6:2). In ihrem dritten Grand-Slam-Viertelfinale nach Paris und New York 2006 war sie erneut gegen Dementjewa erfolgreich (4:6, 7:6, 6:0). Nach ihrem Sieg über Kusnezowa (6:3, 6:2) traf sie im Finale auf Ana Ivanović, die durch ihren Halbfinaleinzug die neue Nummer 1 wurde und Safina im Finale von Roland Garros mit 6:4 und 6:3 besiegte.
Nach Turniersiegen in Los Angeles und Montreal erreichte Safina auch bei den Olympischen Spielen in Peking das Endspiel. In einem hart umkämpften Match musste sie sich ihrer Landsfrau Dementjewa diesmal mit 6:3, 5:7 und 3:6 geschlagen geben und mit der Silbermedaille begnügen.
Bei den US Open gewann Safina nach Erfolgen über Kristie Ahn, Roberta Vinci und Timea Bacsinszky auch ihre Achtelfinalpartie mit 7:5 und 6:0 gegen die deutsche Qualifikantin Anna-Lena Grönefeld. Im Viertelfinale besiegte sie Flavia Pennetta mit 6:2, 6:3 und schied dann gegen die spätere Siegerin Serena Williams mit 3:6 und 2:6 aus.
Bei den Toray Pan Pacific Open in Tokio schlug Safina im Halbfinale Nadja Petrowa mit 6:1, 6:0 und im Finale Swetlana Kusnezowa mit 6:1, 6.3, womit sie Dritte der Weltrangliste war. Beim Kremlin Cup in Moskau gewann sie unter anderem gegen Mauresmo und Kusnezowa, ehe sie im Halbfinale ihrer Landsfrau Wera Swonarjowa unterlag. Trotzdem wurde sie als neue Nummer 2 geführt.
Nach Niederlagen gegen Serena Williams, Venus Williams und Jelena Dementjewa landete Safina bei den abschließenden WTA Tour Championships in ihrer Gruppe auf dem letzten Platz.

### 2009

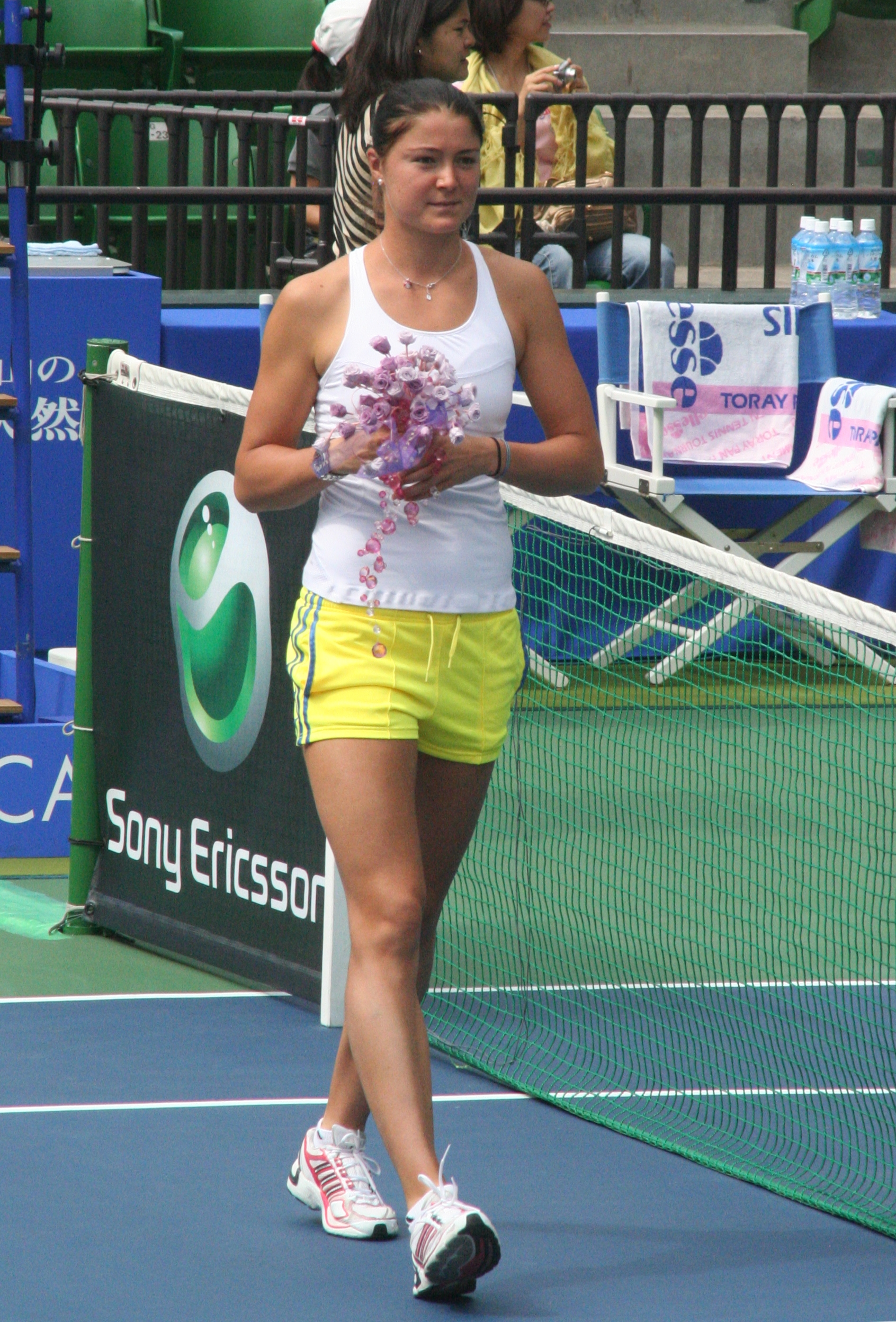
Safina 2009 beim Turnier in Tokio

Die Saison eröffnete Safina beim Hopman Cup in Perth, wo sie mit ihrem Bruder Marat für Russland an den Start ging. Nach Siegen über Italien, Taiwan und Frankreich verlor das Geschwisterpaar erst im Finale gegen das slowakische Team mit Dominika Cibulková und Dominik Hrbatý.
Nach Siegen über Sorana Cîrstea, Wera Duschewina, Alizé Cornet und Ai Sugiyama verlor sie beim WTA-Turnier in Sydney das Endspiel gegen Dementjewa.
Bei den Australian Open gewann sie zunächst gegen ihre Landsfrauen Alla Kudrjawzewa und Jekaterina Makarowa sowie Kaia Kanepi aus Estland. Im Achtelfinale bezwang sie Alizé Cornet mit 6:2, 2:6 und 7:5, wobei sie im dritten Satz beim Stand von 2:5 zwei Matchbälle abwehren musste. Anschließend besiegte sie Jelena Dokić mit 6:4, 4:6 und 6:4. Nach dem Halbfinalsieg über Swonarjowa traf Safina auf Serena Williams. Das Endspiel endete nach nur 59 Minuten mit einer 0:6-, 3:6-Niederlage; bei einem Sieg hätte Safina die Führung in der Weltrangliste übernommen.
An Nummer 1 gesetzt verlor sie im Viertelfinale von Indian Wells gegen Wiktoria Asaranka in drei Sätzen. Durch das frühe Aus verpasste sie erneut den Sprung an die Spitze der Weltrangliste. Ein frühes Ausscheiden gab es auch bei den Sony Ericsson Open in Key Biscayne, wo sie in Runde drei gegen Samantha Stosur verlor.
Am 20. April 2009 wurde Dinara Safina als 19. Spielerin der Open Era und als zweite Russin nach Marija Scharapowa neue Weltranglistenerste. Sie und ihr Bruder Marat sind das erste Geschwisterpaar, bei dem beide Rang 1 im Welttennis belegten. Kritiker waren der Ansicht, Safinas Platzierung sei nicht gerechtfertigt und darauf zurückzuführen, dass andere Top-Spielerinnen sich von Turnieren fernhielten oder zu der Zeit nicht aktiv waren. Die damals an Nummer 2 gesetzte Serena Williams sagte in einem Interview im Mai des Jahres bei den Italian Open: "Wir alle wissen, wer die echte Nummer 1 ist". Die Spitze im WTA-Ranking konnte Safina insgesamt 27 Wochen halten, vom 20. April bis 11. Oktober und vom 26. Oktober bis 1. November 2009.
Bis zu den French Open verlor sie nur noch ein einziges Match auf Sand. Beim Porsche Tennis Grand Prix in Stuttgart wurde sie im Finale von Swetlana Kusnezowa mit 6:4 und 6:3 geschlagen. Bereits eine Woche später gelang ihr in Rom die Revanche, als sie Kusnezowa mit 6:3 und 6:2 besiegte. In der Woche darauf gewann sie das Madrid Masters durch einen Endspielsieg (6:2, 6:4) über Caroline Wozniacki.
Bei den French Open konnte Safina 2009 ihrer Rolle als große Favoritin zunächst gerecht werden. In den ersten vier Begegnungen gab sie lediglich fünf Spiele ab (6:0, 6:0 gegen Anne Keothavong; 6:1, 6:1 gegen Witalija Djatschenko; 6:2, 6:0 gegen Anastassija Pawljutschenkowa; 6:1, 6:0 gegen Aravane Rezaï). Im Viertelfinale traf sie auf Asarenka, gegen die sie beim 1:6, 6:4 und 6:2 den einzigen Satz auf dem Weg ins Finale abgab. Im Halbfinale besiegte sie die Dominika Cibulková mit 6:3, 6:3. Im Endspiel traf sie – wie bereits in Stuttgart und in Rom – wieder auf Kusnezowa, der sie nach vielen Fehlern mit 4:6 und 2:6 unterlag. Dennoch blieb Safina die Nummer 1.
In Wimbledon erreichte sie nach zähem Start mit Siegen über Amélie Mauresmo (Achtelfinale: 4:6, 6:3, 6:4) und Sabine Lisicki (Viertelfinale: 6:7, 6:4, 6:1) das Halbfinale, in dem sie auf die Titelverteidigerin traf. Gegen Venus Williams musste sie dann in gerade mal 41 Minuten eine deutliche Niederlage (0:6, 1:6) einstecken. Ende Juli stand Safina im slowenischen Portotoz noch einmal in einem Finale. Der Sieg über Sara Errani war ihr zwölfter und vorläufig letzter Titelgewinn auf der WTA Tour.

### 2010
Beim Vorbereitungsturnier auf die Australian Open in Sydney kam sie bis ins Viertelfinale, wo sie gegen ihre Dauerrivalin Dementjewa in zwei Sätzen ausschied. Im Achtelfinale von Melbourne musste Safina das Match gegen ihre Landsfrau Maria Kirilenko aufgeben. Eine Rückenverletzung zwang sie zu einer dreimonatigen Pause.
Ihr Comeback feierte sie im April beim Porsche-Tennis-Grandprix in Stuttgart. Nach einem Freilos in Runde eins schlug sie Ágnes Szávay in drei Sätzen. Im Viertelfinale musste sie sich Shahar Peer mit 3:6, 2:6 geschlagen geben. Eine Woche später spielte Safina beim WTA-Turnier in Rom, wo sie nach einem Freilos Alexandra Dulgheru in drei Sätzen unterlag. Beim Turnier in Madrid unterlag sie in Runde eins überraschend Klára Zakopalová mit 6:7, 6:7. Bei den French Open musste sie zum Auftakt gegen die bereits 39-jährige "Tennis-Oma" Kimiko Date Krumm ran. Die formschwache Safina verlor auch diese Partie nach Satzführung noch in drei Sätzen. 
Zu Beginn der Rasensaison schied sie beim WTA-Turnier in 's Hertogenbosch gegen Magdaléna Rybáriková in drei Sätzen aus. 
Nach einer erneuten Verletzung konnte sie in Wimbledon nicht antreten. 
In Stanford verlor sie gleich zum Auftakt wiederum in drei Sätzen gegen Date Krumm. Beim WTA-Turnier in San Diego gewann sie in Runde eins gegen Aljona Bondarenko mit 6:1, 7:6. Im Achtelfinale unterlag sie Agnieszka Radwańska glatt mit 1:6, 3:6. In Cincinnati erreichte sie die zweite Runde und verlor dort klar gegen Clijsters. Im Achtelfinale von Montreal schied sie gegen die frischgebackene French-Open-Siegerin Francesca Schiavone aus, eine Woche später im Viertelfinale von New Haven gegen Kirilenko (3:6, 3:6) – nach Siegen über Hantuchová und Schiavone. Bei den US Open setzte es wieder mal eine Auftaktniederlage (3:6, 4:6 gegen Hantuchová).
Beim WTA-Turnier in Seoul schied sie im Viertelfinale mit 5:7, 3:6 gegen Klára Zakopalová aus. In Tokio setzte es eine Erstrundenniederlage gegen Görges (1:6, 7:5, 2:6). Auch in Peking schied Safina in Runde eins aus (4:6, 6:7 gegen Swonarewa). Nach dem Turnier beendete sie wegen erneuter Verletzungsprobleme vorzeitig die Saison.

### 2011
Zu Beginn des Jahres spielte Safina beim WTA-Turnier in Auckland, wo sie gleich zum Auftakt Yanina Wickmayer in drei Sätzen unterlag. In Hobart wurde sie von Marion Bartoli in Runde eins mit 6:0, 6:1 vom Platz gefegt. Eine Woche später verlor sie ihr Erstrundenmatch bei den Australian Open gegen Clijsters in nur 44 Minuten mit 0:6 und 0:6. Beim Turnier in Kuala Lumpur verlor sie in einem hartumkämpften Dreisatzmatch in Runde zwei gegen Lucie Šafářová, im Doppel gewann sie hingegen den Titel. Für einen Lichtblick sorgte Safina bei den BNP Paribas Open in Indian Wells. Dort erreichte sie das Achtelfinale mit Siegen über Arantxa Parra Santonja (6:3, 6:3), Daniela Hantuchová (7:6, 6:4) und Samantha Stosur (7:6, 6:4); anschließend verlor sie gegen Scharapowa mit 2:6, 0:6. In Miami unterlag Safina in Runde zwei Swonarewa in drei Sätzen. In Marbella musste sie im Viertelfinale gegen Asarenka aufgeben (Rückenverletzung). In Fès erreichte sie das Halbfinale, zu dem sie wegen Magenkrämpfen nicht antreten konnte. In Madrid schied sie in der zweiten Runde mit 4:6, 6:4 und 4:6 wiederum gegen Julia Görges aus.

### Karriereende
Nach dieser Niederlage nahm Safina aufgrund einer anhaltenden Rückenverletzung eine Auszeit. Am 7. Oktober 2011 verkündete ihr Bruder Marat ihren endgültigen Rücktritt vom Profitennis. Nur Stunden später dementierte sie die Meldung, sie sei für diesen Schritt noch nicht bereit. Am 6. Mai 2014, also rund drei Jahre nach ihrer letzten Profipartie in Madrid, erklärte Dinara Safina schließlich offiziell ihren Rücktritt.

## Turniersiege

### Einzel
| Nr. | Jahr | Turnier     | Kategorie             | Belag             | Finalgegnerin      | Ergebnis         |
| --- | ---- | ----------- | --------------------- | ----------------- | ------------------ | ---------------- |
| 1.  | 2002 | Sopot       | WTA Tier III          | Sand              | Henrieta Nagyová   | 6:3, 4:0 Aufgabe |
| 2.  | 2003 | Palermo     | WTA Tier IV           | Sand              | Katarina Srebotnik | 6:3, 6:4         |
| 3.  | 2005 | Paris       | WTA Tier II           | Hartplatz (Halle) | Amélie Mauresmo    | 6:4, 2:6, 6:3    |
| 4.  | 2005 | Prag        | WTA Tier IV           | Sand              | Zuzana Ondrášková  | 7:6, 6:3         |
| 5.  | 2007 | Gold Coast  | WTA Tier III          | Hartplatz         | Martina Hingis     | 6:3, 3:6, 7:5    |
| 6.  | 2008 | Berlin      | WTA Tier I            | Sand              | Jelena Dementjewa  | 3:6, 6:2, 6:2    |
| 7.  | 2008 | Los Angeles | WTA Tier II           | Hartplatz         | Flavia Pennetta    | 6:4, 6:2         |
| 8.  | 2008 | Montreal    | WTA Tier I            | Hartplatz         | Dominika Cibulková | 6:2, 6:1         |
| 9.  | 2008 | Tokio       | WTA Tier I            | Hartplatz         | Swetlana Kusnezowa | 6:1, 6:3         |
| 10. | 2009 | Rom         | WTA Premier 5         | Sand              | Swetlana Kusnezowa | 6:3, 6:2         |
| 11. | 2009 | Madrid      | WTA Premier Mandatory | Sand              | Caroline Wozniacki | 6:2, 6:4         |
| 12. | 2009 | Portorož    | WTA International     | Hartplatz         | Sara Errani        | 6:75, 6:1, 7:5   |

## Abschneiden bei Grand-Slam-Turnieren

### Einzel
Die Tabelle listet die Ergebnisse der Grand-Slam-Turniere, der Tour Championships, der Olympischen Spiele, des Fed Cups bzw. Billie Jean King Cups und der Turniere folgender Kategorien auf: 1990–2008: Tier I, 2009–2020: Premier Mandatory und Premier 5, ab 2021: WTA 1000.
| Turnier            | 2002 | 2003 | 2004 | 2005 | 2006 | 2007 | 2008 | 2009 | 2010 | 2011 | Karriere |
| ------------------ | ---- | ---- | ---- | ---- | ---- | ---- | ---- | ---- | ---- | ---- | -------- |
| Australian Open    | —    | 1    | 3    | 2    | 2    | 3    | 1    | F    | AF   | 1    | 1 × F    |
| French Open        | —    | 1    | 2    | 1    | VF   | AF   | F    | F    | 1    | —    | 2 × F    |
| Wimbledon          | Q3   | 1    | 1    | 3    | 3    | 2    | 3    | HF   | —    | —    | 1 × HF   |
| US Open            | 2    | AF   | 1    | 1    | VF   | AF   | HF   | 3    | 1    | —    | 1 × HF   |
| Tour Championships | —    | —    | —    | —    | —    | —    | RR   | RR   | —    | —    | 2 × RR   |
| Doha               |      |      |      |      |      |      | AF   |      |      |      | 1 × AF   |
| Dubai              |      |      |      |      |      |      |      | 2    | —    | —    | 1 × 2R   |
| Indian Wells       | —    | 1    | —    | 3    | VF   | 3    | 3    | VF   | —    | AF   | 2 × VF   |
| Miami              | —    | 2    | 2    | 2    | 2    | AF   | VF   | 3    | —    | 2    | 1 × VF   |
| Charleston         | —    | —    | —    | —    | VF   | F    | AF   |      |      |      | 1 × F    |
| Rom                | —    | 2    | 2    | —    | F    | VF   | —    | S    | 2    | —    | 1 × S    |
| Madrid             |      |      |      |      |      |      |      | S    | 1    | 2    | 1 × S    |
| Berlin             | —    | 2    | 1    | 2    | VF   | VF   | S    |      |      |      | 1 × S    |
| San Diego          |      |      | —    | AF   | 1    | AF   |      |      |      |      | 2 × AF   |
| Cincinnati         |      |      |      |      |      |      |      | F    | 2    | —    | 1 × F    |
| Kanada             | —    | —    | —    | 2    | HF   | AF   | S    | 2    | AF   | —    | 1 × S    |
| Tokio              | —    | —    | —    | —    | —    | —    | S    | 2    | 1    | —    | 1 × S    |
| Zürich             | —    | —    | —    | —    | —    | 1    |      |      |      |      | 1 × 1R   |
| Peking             |      |      |      |      |      |      |      | 2    | 1    | —    | 1 × 2R   |
| Moskau             | AF   | AF   | AF   | HF   | 1    | HF   | HF   |      |      |      | 3 × HF   |
| Olympische Spiele  |      |      | —    |      |      |      | F    |      |      |      | 1 × F    |
| Fed Cup            |      |      |      | S    |      |      | S    | —    | —    | —    | 2 × S    |

Zeichenerklärung: S = Turniersieg; F, HF, VF, AF = Einzug ins Finale, Halb-, Viertel-, Achtelfinale; 1, 2, 3 = Ausscheiden in der 1., 2., 3. Haupt- / Finalrunde; Q1, Q2, Q3 = Ausscheiden in der 1., 2. 3. Qualifikationsrunde; RR = Round Robin (Gruppenphase); nicht ausgetragen oder andere Kategorie; PO (Playoff), P2 = Auf-/Abstiegsrunde zur Weltgruppe I/II im Fed Cup; W2, K1, K2, K3 = Teilnahme in der Weltgruppe II, Kontinentalgruppe I, II, III im Fed Cup.

### Doppel
| Turnier         | 2003 | 2004 | 2005 | 2006 | 2007 | 2008 | 2009 | 2010 | 2011 | Bilanz | Karriere |
| --------------- | ---- | ---- | ---- | ---- | ---- | ---- | ---- | ---- | ---- | ------ | -------- |
| Australian Open | —    | VF   | VF   | 2    | AF   | 1    | —    | —    | 1    | 9:6    | VF       |
| French Open     | 1    | 2    | 2    | AF   | AF   | AF   | —    | 2    | —    | 9:7    | AF       |
| Wimbledon       | —    | —    | AF   | —    | 1    | AF   | —    | —    | —    | 4:3    | AF       |
| US Open         | —    | 1    | 1    | F    | S    | —    | —    | —    | —    | 11:3   | S        |

### Mixed
| Turnier         | 2005 | 2006 | Karriere |
| --------------- | ---- | ---- | -------- |
| Australian Open | —    | —    | —        |
| French Open     | AF   | —    | AF       |
| Wimbledon       | —    | 2    | 2        |
| US Open         | HF   | —    | HF       |